# Cutzes

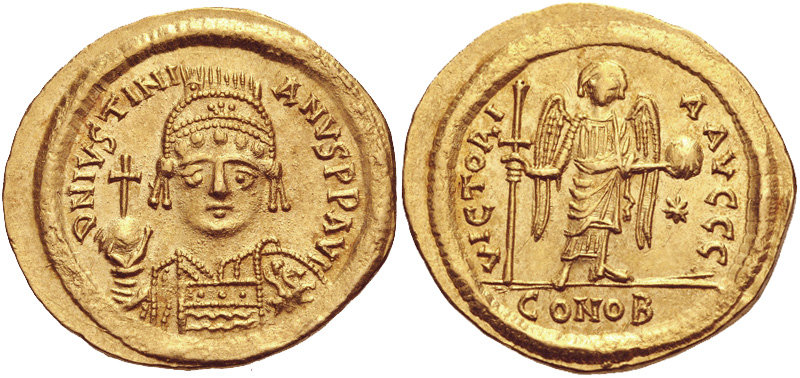
Soldo de Justiniano r.

Cutzes (em grego: Κούτζης; romaniz.: Koútzes) foi um general bizantino, ativo sob o imperador Justiniano (r. 527–565). Talvez foi filho do general e rebelde Vitaliano e irmão dos oficiais militares Buzes e Venilo. Em 528, liderou ao lado de Buzes as tropas da Fenícia Libanense, tendo participado na desastrosa Batalha de Tanúris.

## Biografia
Cutzes é citado pela primeira vez em 528, como duque conjunto da Fenícia Libanense com Buzes. O comando duplo havia sido instituído no ano anterior por Justiniano, e Cutzes liderou as tropas estacionadas em Damasco, enquanto seu irmão liderou as tropas em Palmira. O historiador do século VI Procópio de Cesareia descreve-os como jovens em idade. Também tinha outro irmão, Venilo, e foi provavelmente o filho do general e rebelde Vitaliano.
Em 528, um anos após a eclosão da Guerra Ibérica contra o Império Sassânida, os dois irmãos foram ordenados, junto com outros comandantes, a reforçar Belisário (então duque da Mesopotâmia) que estava protegendo a construção de um forte em Tanúris. Quando os bizantinos atacaram um exército sassânida, contudo, sofreram uma pesada derrota na Batalha de Tanúris. O destino de Cutzes é incerto; Procópio escreve que foi feito prisioneiro e nunca mais foi visto, enquanto Zacarias Retórico registra que foi morto.